# Lionycteris spurrelli
El murciélago lengüilargo castaño, Lionycteris spurrelli, es una especie de quiróptero que habita en el oriente de Panamá, Colombia, Perú, Venezuela, las Guayanas y Brasil. Es monotípico en su género.